# Burg Staufen (Hegau)
Die Burg Staufen ist die Ruine einer mittelalterlichen Höhenburg auf dem 594 m ü. NHN hohen namensgebenden Berg Staufen am nordöstlichen Ortsrand von Hilzingen, einer Gemeinde im Landkreis Konstanz, in Baden-Württemberg, Deutschland.

## Geschichte
Der Bergkegel samt Burganlage war ab etwa 1269 bis zum 15. Jahrhundert im Lehensbesitz der Herren von Homburg, wobei Wolf von Homburg 1566 der letzte seines Stammes war, teils Lehen der Grafen von Hohenberg, bis diese 1381 von den Herzögen von Österreich übernommen wurde. 1499 brannten die Eidgenossen im Schweizerkrieg die Burg nieder, im Dreißigjährigen Krieg wurde die Burg endgültig zerstört: Die Truppen Konrad Widerholts, des Kommandanten der Festung Hohentwiel, demolierten die Inneneinrichtung und 1638 die Gebäude der Burg. 1641 und 1644 spielte die demolierte Burg nochmals eine Rolle als Hauptquartier für die Belagerer der Festung Hohentwiel.

## Anlage
Da auch diese Ruine von der Bevölkerung zur Gewinnung von Baumaterial genutzt wurde, sind heute nur noch größere Strecken der Ringmauer und einige einsturzgefährdete Gebäudereste erhalten.